# Balaiada
A Balaiada, chamada ainda Guerra dos Bem-te-vis, foi uma revolta popular e social ocorrida no estado brasileiro do Maranhão entre os anos de 1838 e 1841 (uma das mais longas e numerosas revoltas, com início em 13 de dezembro de 1838). Os primeiros indícios da revolta ecoaram da então vila da Manga do Iguará, também conhecida simplesmente Manga (atual cidade de Nina Rodrigues), na região do Maranhão oriental.
A rebelião eclodiu como um levante social que visava obter melhores condições de vida e contou com a participação de vaqueiros, escravos e outros desfavorecidos. Suas causas estavam na má gestão do governo local, incapaz de evitar que a maioria da população falisse durante a crise do comércio de algodão, e a promulgação da Lei dos Prefeitos que autorizava os presidentes das províncias a nomearem os prefeitos municipais, levando assim os seus “nomes de confiança” ou eles próprios ao poder. Este fato acirrou mais ainda as relações do povo com as instituições governamentais, uma vez que a população naquela época não votava.
A Balaiada terminou oficialmente em 4 de março de 1841, quando o governo imperial conseguiu sufocar a revolta no Maranhão. O conflito foi pacificado após a nomeação do coronel Luís Alves de Lima e Silva (futuro Duque de Caxias) como comandante das forças imperiais. Ele conseguiu restaurar a ordem na região, combinando estratégias de repressão militar e negociações com os líderes revoltosos. Porém, a paz só foi alcançada quando o Imperador do Brasil concedeu anistia geral aos últimos rebeldes.

## Etimologia
A palavra balaiada provém dos "balaios", nome dos cestos típicos manufaturados na região.

## Antecedentes

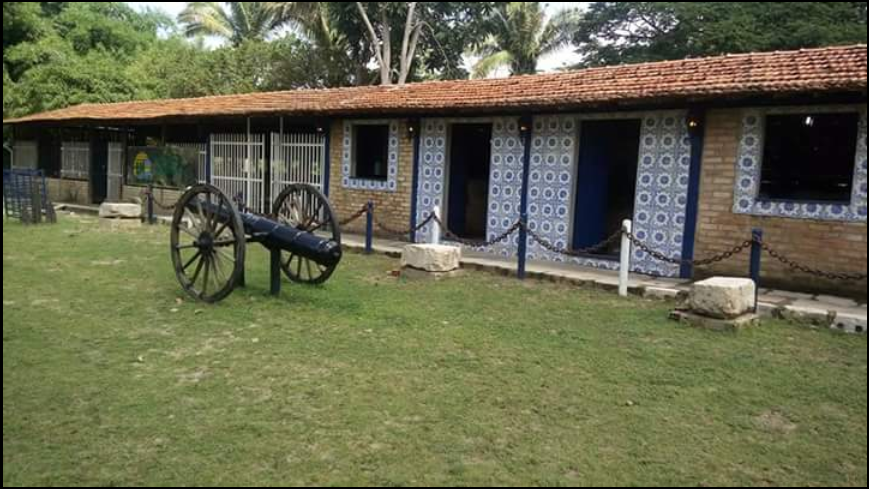
Recanto dos Balaios em Nina Rodrigues.

Apesar de uma implementação tardia, a economia escravista de plantation caracterizou-se no Maranhão pelo desenvolvimento e crescimento da importância de uma economia camponesa de forma diferenciada e autônoma, principalmente se comparada a outras regiões do Brasil onde também predominaram as grandes lavouras escravistas.
A economia camponesa assumia, então, uma função complementar à economia de plantation, criando assim um antagonismo entre os dois setores, gerando a base do conflito entre os autodenominados caboclos e os fazendeiros escravistas, e por fim, preparando o território para a eclosão da Balaiada.
O Maranhão era regido por dois partidos: os liberais (chamados de bem-te-vis, por causa do seu jornal, chamado O Bem-te-vi) e os conservadores (cabanos, por analogia com os cabanos do Pará, Pernambuco e Alagoas).
A articulação defasada entre o sertão maranhense e o litoral criou uma separação antagônica e consequentemente importante para a revolta, acentuando conflitos entre as camadas sociais no sertão e o poder provincial.

## A revolta dos balaios

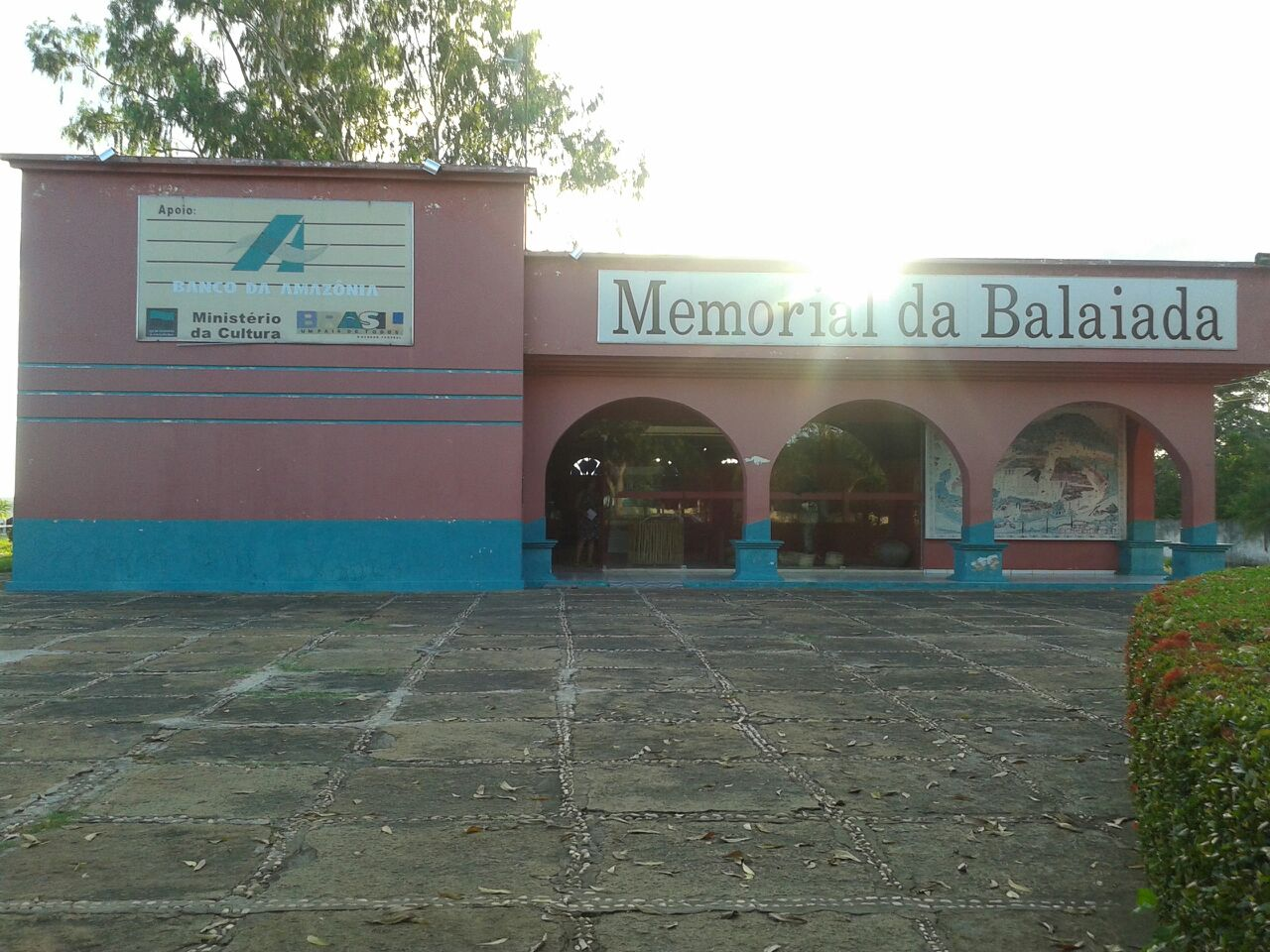
Memorial da Balaiada em Caxias, no Maranhão.

Considerada uma das maiores insurreições populares da época Brasil-Império, a Balaiada chegou a mobilizar ao menos 12 000 homens ao longo de seus quatro anos de duração.
A revolta tomou o nome de Balaiada pois Balaio era o apelido de um de seus principais líderes, Manuel Francisco dos Anjos Ferreira. Ele era um fabricante de balaios, e fora vítima da violência policial, que decidiu fazer justiça com as próprias mãos após um soldado desonrar suas filhas.

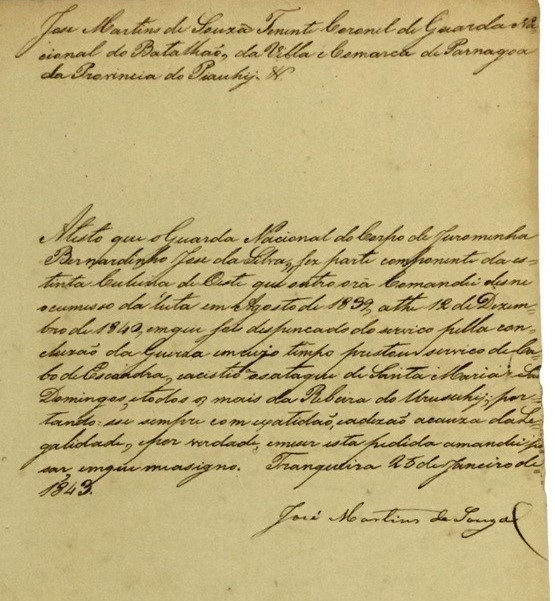
Documento de 1843 no contexto da Balaiada no Piauí.

A principal causa da revolta foi a detenção do irmão do vaqueiro Raimundo Gomes, o Cara Preta, acusado pelo sub-prefeito da Vila da Manga (atual Nina Rodrigues ), José Egito, um cabano. No dia 13 de dezembro de 1838, Raimundo Gomes, com nove outros homens, invadiu o edifício da cadeia pública da povoação e libertou-o, reforçando seu grupo com os prisioneiros soltos e vinte e dois soldados encarregados da segurança policial da Vila.
Raimundo Gomes conseguiu o apoio de Lívio Pedro Moura, Mulungueta, e Manuel Francisco dos Anjos Ferreira, também conhecido como Manuel Balaio, o que deu nome ao movimento.
Os revoltosos, após destruírem e saquearem fazendas e vilas, investiram contra a Vila de Caxias, que, sob a liderança civil de João Paulo Dias e do capitão militar Ricardo Leão Sabino, conseguiu resistir, inclusive com o apoio de mulheres, durante quarenta e seis dias sob o cerco do bando de Raimundo Gomes.
Quando não havia mais como defender a vila, o Capitão Sabino simulou haver aderido à revolta, mas disparou um canhão, causando pânico entre os balaios, resultando na evacuação da vila. Esta vitória animou o partido dos Bem-te-vi, que enviou emissários à capital São Luís, pedindo a rendição ao presidente do Maranhão.
Os balaios, porém, eram desorganizados, sem unidade de comando, e perderam um de seus líderes, o Balaio, que foi atingido por um projétil atirado de seu próprio bando e morreu de gangrena.
A importância da revolta reside, por um lado, em seu pioneirismo, tamanho e grandeza, que envolvem seu impacto na formação do campesinato maranhense, se fixando como parte importante da história de resistência da população camponesa. Por outro lado, a Balaiada, como diversas outras revoltas da época da Regência, teve seu caráter multiclassista, contando com uma liderança popular desde o princípio, unindo fazendeiros, vaqueiros e escravos, compondo um exemplo atípico de aliança.

## A repressão

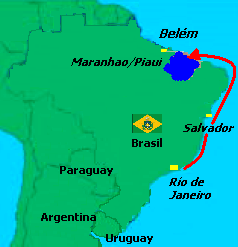
A Balaiada (1838).

A região do Baixo Sertão, onde está localizada a cidade de Caxias, também foi atingida pela Balaiada. Saindo de Caxias, através do rio Itapecuru, os rebeldes atingiram o baixo Munim, ocupando a vila de Icatu, na baía de São José, em frente à ilha de São Luís, criando assim uma grande ameaça ao governo da capital. 
Para combater a situação, a Regência enviou ao Maranhão, como Presidente e Comandante das Armas da Província o coronel Luís Alves de Lima e Silva, que tinha experiência militar por ter lutado na Guerra de Independência e na Guerra da Cisplatina, de 1825 a 1828. Ele recebeu o comando de todas as tropas em operação no Maranhão, Piauí e Ceará, e assumiu o comando em 7 de fevereiro de 1840.
Lima e Silva criou a Divisão Pacificadora, dividindo em três colunas, comandadas por Sérgio de Oliveira, que ocupou as comarcas de Caxias e Pastos Bons, João Thomaz Henrique, que atuou em Vargem Grande e Brejo, e Souza Pinto Magalhães, que ocupou a Vila Icatu e as margens do rio Mearim.
A estratégia dos revoltosos era de guerrilha rural, atacando só os pontos fracos da defesa do governo; a resposta estratégica foi manter suficientemente guarnecidas todas as vilas e cidades importantes para os revoltosos. Destes pontos fixos, Lima e Silva combateu a Balaiada, usando muitas vezes o cerco contra grupos de rebeldes.
Os balaios ainda tiveram o apoio de três mil escravos, que fugiram das fazendas, se aquilombaram e depois ficaram sob a liderança do negro Cosme Bento das Chagas.
Em 23 de agosto de 1840, quando foi proclamada a maioridade do imperador Dom Pedro II, Lima e Silva anunciou aos maranhenses a quase extinção da guerra civil.
Lima e Silva receberia, mais tarde, o título de Barão de Caxias por esta campanha.

## Indenizações
Nos anos posteriores aos acontecidos o poder legislativo do Brasil aprovou algumas indenizações por danos e prejuízos causados durante a balaiada, uma das leis foi o decreto nº 2.657, de 29 de setembro de 1875 que manda: "É autorizado o Governo para pagar a Liberato Lopes e Silva a quantia de 3:060$000, valor em que foram arbitrados os prejuízos e danos sofridos por Lívio Lopes Castello Branco e Silva, por ocasião da rebelião nas Províncias do Maranhão o Piauí, nos anos de 1839 a 1841". Para alguns historiadores como Mathias e Ricci, 1972, o movimento também teve grupos que "assaltavam as propriedades particulares sob o disfarce de reformadores políticos, sem, entretanto possuírem qualquer ideologia".